# Heinz Abels
Heinz Abels (* 2. April 1943 in Wickrath) ist ein deutscher Soziologe und emeritierter Professor der Fernuniversität in Hagen.

## Leben
Abels studierte an der Universität zu Köln, der Universität Bonn und der Ruhr-Universität Bochum, wo er 1970 zum Dr. rer.soc promoviert wurde. Eine zweite Promotion zum Dr. paed. erfolgte 1972 an der Pädagogischen Hochschule Ruhr (Dortmund) mit der Dissertation Sozialisation und Chancengleichheit: Individualität, Rollenlernen und differenzierte Erziehung. Es folgte ein einjähriges Forschungsstipendium an der University of California in Berkeley. 
Nach dreijähriger Lehrtätigkeit an der Universität Essen wurde Abels 1978 Professor für Soziologie an der Fernuniversität Hagen. Er ist seit dem 1. August 2008 Emeritus.

## Schriften (Auswahl)
Bücher
- Sozialisation und Chancengleichheit: differenzierte Erziehung am Modell der Schulsozialarbeit Bertelsmann-Universitätsverlag, Düsseldorf 1972, ISBN 3-571-9058-6 (= Studien zur Sozialwissenschaft, Band 5, zugleich Dissertation an der Pädagogischen Hochschule Dortmund 1972 DNB 571933297).
- Einführung in die Soziologie. 4. Aufl. VS, Verlag für Sozialwissenschaften, Wiesbaden 2001 (2 Bde.).

1. Der Blick auf die Gesellschaft. ISBN 978-3-531-16633-9 (auch online verfügbar).
2. Die Individuen in ihrer Gesellschaft. ISBN 978-3-531-16634-6 (auch online verfügbar).

- Identität. 2. Aufl. VS, Verlag für Sozialwissenschaften, Wiesbaden 2010, ISBN 978-3-531-16024-5 (Hagener Studientexte zur Soziologie).
- Interaktion, Identität, Präsentation. Kleine Einführung in interpretative Theorien der Soziologie. 4. Aufl. VS, Verlag für Sozialwissenschaften, Wiesbaden 2007, ISBN 978-3-531-53183-0 (Hagener Texte zur Soziologie).
- Jugend vor der Moderne. Soziologische und psychologische Theorien des 20. Jahrhunderts. Leske und Budrich, Opladen 1993, ISBN 3-8100-1133-9.
- Lebensphasen. VS, Verlag für Sozialwissenschaften, Wiesbaden 2008, ISBN 978-3-531-16024-5 (zusammen mit Michael-Sebastian Honig, Irmhild Saake, Ansgar Weymann).
- Sozialisation. Soziologische Antworten auf dei Frage was wir werden, was wir sind, wie gesellschaftliche Ordnung möglich ist und wie Theorien der Gesellschaft und der Identität ineinander spielen. VS, Verlag für Sozialwissenschaften, Wiesbaden 2010, ISBN 978-3-531-17368-9 (zusammen mit Alexandra König).
- Wirklichkeit. Über Wissen und andere Definitionen der Wirklichkeit, über uns und Andere, Fremde und Vorurteile. VS, Verlag für Sozialwissenschaften, Wiesbaden 2009, ISBN 978-3-531-16773-2 (mit einem Beitrag von Benita und Thomas Luckmann).

Aufsätze
- Ethnomethodologie. In: Georg Kneer, Markus Schroer (Hrsg.): Handbuch Soziologische Theorien. VS, Verlag für Sozialwissenschaften, Wiesbaden 2009, ISBN 978-3-531-15231-8.
- Die Geschichte einer aufregenden Jugendsünde und die lange Wirkung einer Fußnote (Nachwort). In: Ralf Dahrendorf: Homo Sociologicus. 17. Aufl. VS, Verlag für Sozialwissenschaften, Wiesbaden 2010, ISBN 978-3-531-17377-1 (Neue Bibliothek der Sozialwissenschaften).